# NGC 5214
NGC 5214 (również PGC 47675 lub UGC 8531) – galaktyka spiralna (Sc), znajdująca się w gwiazdozbiorze Psów Gończych. Odkrył ją William Herschel 9 kwietnia 1787 roku. Jest to galaktyka aktywna.
W galaktyce tej zaobserwowano supernową SN 2014bb.